# Sátánizmus
A sátánizmus különböző világképű és erkölcsrendszerű mozgalmak gyűjtőmegnevezése, amelyek kultuszának középpontjában a Sátán áll. (A Joy of Satan csoportban a démonokkal együtt.)
Irányzatai lehetnek teisták, ateisták, agnosztikusak vagy deisták is. Szélesebb körű, modern vallási gyakorlata a Sátán Egyházának alapításával kezdődött 1966-ban.
Követői az individualizmus szélsőséges formáit vallhatják, továbbá képmutatóként és elnyomóként utasíthatják el a hagyományos ábrahámi vallásokat, különösen a kereszténységet.
A hívei többnyire az okkultizmushoz kötődnek és a baloldali ösvényt követik.
Két fő irányzata a teista sátánizmus és az ateista sátánizmus. A teista sátánisták természetfölötti istenségként tisztelik Sátánt és a démonokat, de nem tekintik őket mindenhatónak. Velük szemben az ateista sátánisták, – akik többségben vannak, – nem hisznek és nem imádnak semmilyen konkrét istenséget; Sátánt bizonyos emberi tulajdonságok szimbólumának tekintik. Utóbbi ághoz tartozik a LaVey-i sátánizmus is.

## Történelem

### Előzmények
A késő középkorban jelent meg Németországban a luciferiánusok mozgalma, akik Lucifert a fényhozó igaz istenként tisztelték.

### Modern kor
Bár a sátánizmus nyilvános gyakorlása a 20. században leginkább a Sátán Egyházának alapításával (1966) indult, korábbi 20. századi példák is léteznek a sátánista kultuszra. 
Egyesek a modern sátánizmus alapítójának (tévesen) Aleister Crowleyt (1875-1947) tekintik. Ő valójában egy híres szertartásmágus volt, aki rituáléit részben zsidó-keresztény elvekre alapozta. Vallási mozgalmat is létrehozott Thelema néven.
Az Ophite Cultus Sathanas (Our Lady of Endor Coven) nevű csoportot 1948-ban Ohióban alapította Herbert Arthur Sloane (1905-1975).
Vallásos sátánisták az 1950-es években mind az Egyesült Államokban, mind az Egyesült Királyságban léteztek. De kevéssé voltak ismertek a nyilvánosság előtt.
Az 1960-as évek után kialakult sátánista csoportok nagyon változatosak, de a két fő irányzat a teista sátánizmus és az ateista sátánizmus.
A Szét Temploma (Temple of Set) egy okkult szervezet, amelyet 1975-ben Kaliforniában alapítottak. Néha a sátánizmus egyik formájaként azonosítják.
Napjainkban vannak sátánista folyóiratok. Sok sátánista hagyomány és irányzat létezik, amelyek főleg Észak-Amerikában és Európában találhatók meg.
A sátánizmusról rendkívül sok könyvet írtak, főleg fundamentalista vagy evangéliumi keresztények. Ezek könnyen beszerezhetők a konzervatív keresztény könyvesboltokban. Ezek a könyvek azonban általában nem kapcsolódnak a vallási sátánizmushoz és gyakran tartalmaznak a sátánista mozgalomról téves információkat. A félretájékoztatás egy másik könyvforrása az 1980-ban megjelent bestseller, "Michelle Remembers" című regény volt. A sátáni rituális visszaélésekkel foglalkozott és hozzájárult a sátánistáktól való pánik kialakulásához az 1980-as évek elején.

## Jellemzők
Vannak sátánista csoportok vagy felekezetek és van sok magányos hívő, aki nem kapcsolódik egyetlen sátáni szervezethez sem. Némileg különböznek a hiedelmeik. Közös jellemzőik viszont, amely a legtöbb vallási sátánista csoportra érvényes:
- Nem imádják a Sátánt, ahogy a legtöbb buddhista sem imádja Buddhát. Azok a sátánisták, akik hisznek Sátánban vagy Szétben, mint élő lényben, azok sem imádják és nem bizonyítják belé vetett hitüket.
- A fő hangsúlyt az egyes sátánisták hatalmára és tekintélyére helyezik, nem pedig egy istenre vagy istennőre.
- Hiszik, hogy „egyetlen megváltó sincs” – hogy mindenki a maga megváltója, aki teljes mértékben felelős a saját életéért.
- Úgy vélik, hogy az embernek ki kell élnie vágyait, és fel kell felfedeznie a „hét halálos bűnt” (kapzsiság, büszkeség, irigység, harag, lustaság, falánkság és kéj).
- Számos olyan hiedelmet, gyakorlatot és viselkedési szabályt követnek, amelyek ellentétesek a hagyományos kereszténységgel és lényegében minden más vallással.
- Az egyediséget és a kreativitást ösztönzik.
- Tisztelik az életet. Így például a gyermekeket és az állatokat sem bántalmazzák, főleg nem ölik meg.
- Sok sátánista használja fő szimbólumaként Baphomet pecsétjét.(ld. lent)
- Sok sátánista használ mágiát és más rituálékat önmaga és barátai javára, de ugyanezeket a szertartásokat ellenségeik ártására is használják. Más sátánisták azonban rituáléktól mentesen gyakorolják vallásukat; egyszerűen csak a saját hiedelmeik és szabályaik szerint élik az életüket.

### Okkult kapcsolatok
A sátánizmus erősen kötődik az okkultizmushoz és a mágiához. Rítusai és ceremóniái részben a keresztény mise és imádság megfordításán, kiforgatásán alapszanak (bár egyes elméletek szerint így voltak eredeti mivoltukban csak később ezeket a keresztények eltorzították) – a teista sátánizmusban kiemelt módon, az ateista sátánizmusban valamelyest visszafogottabb mértékben. Ezek mellett megjelennek a pogány hagyományokból átöröklött elemek és modern okkultista gondolkodóktól származó rítusok is. A mágia felhasználása történhet romboló céllal, átkok által, létező átok feloldására, mágikus védelem idézésére, gyógyításra, siker bevonzására és démonok idézésére.

## Teista sátánizmus
A teista sátánizmus – más néven spirituális vagy hagyományos sátánizmus a Sátán (vagy valamely vele kapcsolatba hozott istenség vagy démon) imádatát jelenti, és magában foglal több nézőpontot és csoportot. Két típusát különíthetjük el, ezek a klasszikus és modern teista sátánizmust foglalják magukban.

### Klasszikus teista sátánizmus
Az egyik csoport, mely a teista sátánizmus ághoz tartozik, az "anti-keresztények" csoportja, ők képviselik többnyire a keresztény mitológiára épülő ördögimádatot, avagy sátánimádatot. Az "anti-keresztény" megnevezés nem teljesen pontos, mivel léteznek (és léteztek) a kereszténység előtt is teista sátánisták (a júdaizmus ellentéteiként). Ezen vallás követői a bibliai Sátánt imádják, mint Isten ellentétét és ellenfelét.[forrás?]

### Modern teista sátánizmus
Az ide tartozó csoportok nem ismerik el a Bibliában szereplő Sátán karakterét. Hitük a pogány és Babílóni vallásokban gyökeredzik. Néhány, a teista sátánizmushoz tartozó csoport, Sátánt emberszerű, de emberfeletti erőkkel rendelkező lényként képzeli el.
Megint más csoportok az ősi istenségekkel, például Luciferrel, Enkivel vagy Melek Ta’us-sal hozzák kapcsolatba Sátánt. A spirituális sátánisták (akik többnyire a luciferi alakot, a fény hozóját) az önmegismerés és meditáció útjait választják, és azt vallják, hogy nincs közük a kereszténységhez, sem a Bibliához, így a keresztény értelemben vett sátánimádáshoz (ld. klasszikus teista sátánizmus) sem.

## LaVey-i sátánizmus
A sátánizmus ezen ága az 1960-as években bontakozott ki, főként Anton Szandor LaVey munkássága nyomán. Alapvető jellemzője, hogy Sátánt nem valós, létező entitásnak fogja fel. Sátán alakja ezen rendszerben a követendő értékrendet jelenti, mely szerint a sátánista mentalitását és életét alakítja. Az erős, független és lázadó egyént jelképezi, aki önerőből boldogul, boldogságát nem természetfölötti erőtől reméli.
A LaVey-i sátánizmuson belül fellelhető egy látszólagos ellentmondás, névleg, hogy létezik egyfajta isteni entitás fogalma. Ezen "isten" sokban hasonlít Spinoza istenképére, nem személyiség, hanem a természetet egységben tartó erő. Ezen entitás nem kap semmilyen szerepet, mindössze léte kerül tisztázásra a Sátáni Bibliában.

## Jelképek, szimbólumok
A sátánizmus fő jelképei és jelentésük:
- Kígyó – a gerinc tövénél tekeredő kundalini energiát jelképezi a spirituális sátánisták körében
- Lefelé mutató pentagramma – a spirituális sátánisták számára a koronacsakrából az emberbe áramló energia jelképe; illetve az öt őselemet szimbolizálja
- Fekete, fehér és vörös színek – az alkímia jelképe, Egyiptomból származik. Az alkímia az emberi lélek istenné átalakulása. Nézetük szerint ezen átalakítás révén befejezik a teremtő Sátán befejezetlen munkáját.
- Sötétség – a lélek női oldalát, a tudatalattit jelképezi
- Ördög Vasvillája – egy ősi, Távol-Keleti szimbólum, amit a spirituális sátánisták is elfogadnak
- Baphomet
- 666 – a Nap kabbalisztikus négyzete
- Fordított nyolcas, a végtelen jele – a halhatatlanságot szimbolizálja
- Koponya- és lábszárcsontok – a Magnum Opusnak (a lélek istenfejlődéssé történő átalakulása) Nigredo (átalakulás) állapotának jelképei
- Fordított kereszt – ősi szimbólum, a fő csakrák helyes beállítását jelképezik, szintén a Magnum Opushoz kapcsolható